# Herscher
Herscher – wieś w Stanach Zjednoczonych, w stanie Illinois, w hrabstwie Kankakee.